# La Besace (La Fontaine)
Pour les articles homonymes, voir Besace.
La Besace est la septième fable du Livre I des Fables de La Fontaine, situé dans le premier recueil des Fables de La Fontaine, édité pour la première fois en 1668.
Cette allégorie vient d'Ésope ("Les deux besaces") et de Phèdre, puis a été étoffée par Avianus ("La guenon et Jupiter"). On retrouve cette allégorie dans l'antiquité chez Catulle (Élégies, XXII, vers 20-21) et chez Plutarque (Les Vies des hommes illustres, "Vie de Crassus", chapitre LXI) ; puis à la renaissance chez Érasme (Adages, I, 6, 90) et chez Rabelais (Pantagruel, chapitre XV ; Tiers Livre, chapitre XV).

## Texte de la fable
[Ésope + Phèdre, + Avenius]
Jupiter dit un jour : " Que tout ce qui respire
S'en vienne comparaître aux pieds de ma grandeur :
Si dans son composé (1) quelqu'un trouve à redire,
            Il peut le déclarer sans peur ;
            Je mettrai remède à la chose.
Venez, Singe ; parlez le premier, et pour cause (2) :
Voyez ces animaux, faites comparaison
            De leurs beautés avec les vôtres.
Êtes-vous satisfait ? - Moi ? dit-il ; pourquoi non ?
N'ai-je pas quatre pieds aussi bien que les autres ?
Mon portrait jusqu'ici ne m'a rien reproché ;
Mais pour mon frère l'Ours, on ne l'a qu'ébauché (3) :
Jamais, s'il me veut croire, il ne se fera peindre. "
L'Ours venant là-dessus, on crut qu'il s'allait plaindre.
Tant s'en faut : de sa forme il se loua très fort ;
Glosa (4) sur l' Éléphant, dit qu'on pourrait encor
Ajouter à sa queue, ôter à ses oreilles ;
Que c'était une masse informe et sans beauté.
            L' Éléphant étant écouté,
Tout sage qu'il était, dit des choses pareilles :
            Il jugea qu'à son appétit (5)
            Dame Baleine était trop grosse.
Dame Fourmi trouva le Ciron (6) trop petit,
            Se croyant, pour elle, un colosse.
Jupin (7) les renvoya s'étant censurés tous,
Du reste , contents d'eux ; mais parmi les plus fous
Notre espèce excella ; car tout ce que (8) nous sommes,
Lynx (9) envers nos pareils, et taupes (10) envers nous (11),
Nous nous pardonnons tout, et rien aux autres hommes :
On se voit d'un autre œil qu'on ne voit son prochain.
            Le fabricateur souverain
Nous créa besaciers (12) tous de même manière,
Tant ceux du temps passé que du temps d'aujourd'hui :
Il fit pour nos défauts la poche de derrière,
Et celle de devant pour les défauts d'autrui.
— Jean de La Fontaine, Fables de La Fontaine, La Besace, Livre I Fable VII

## Illustrations

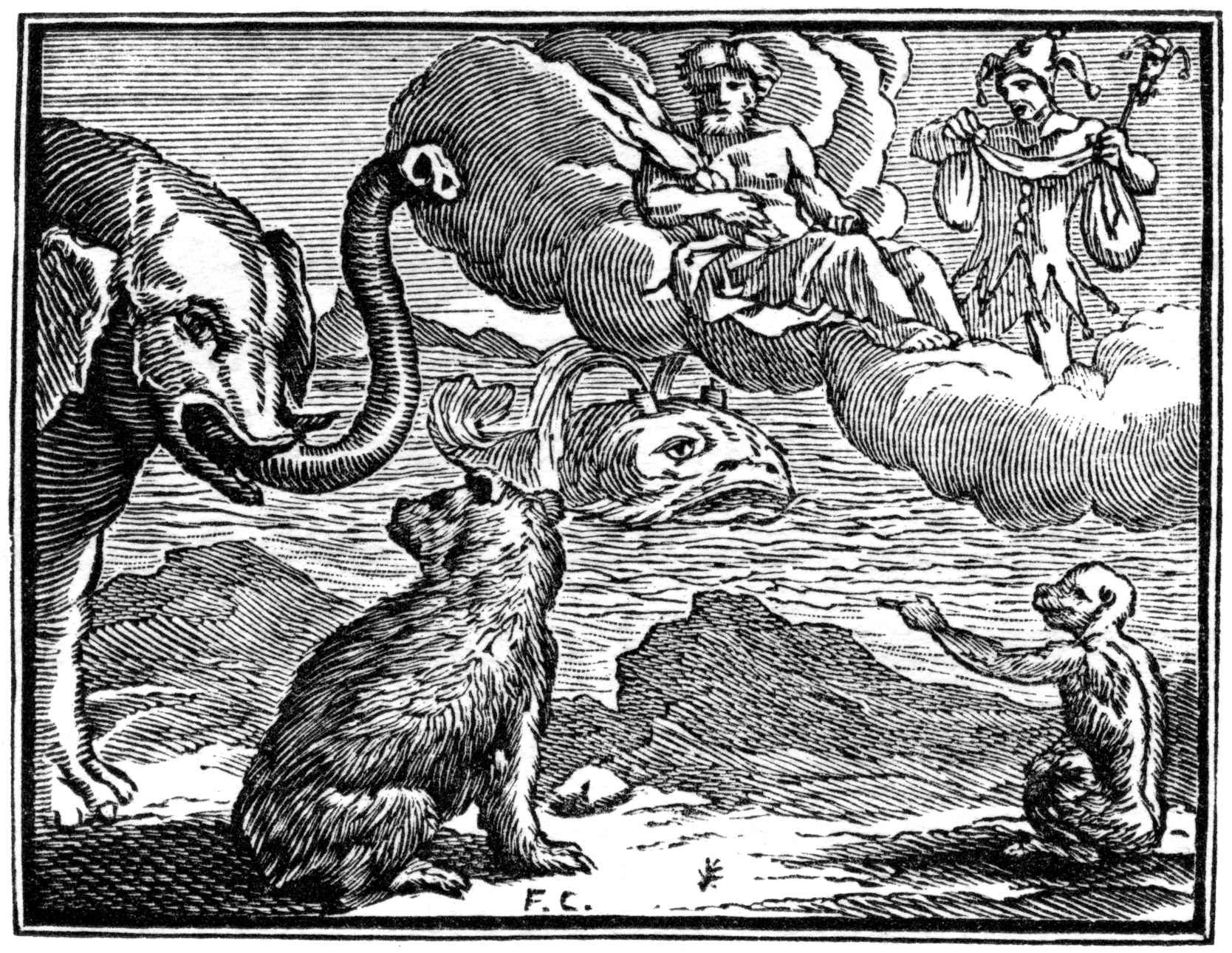
Gravure de François Chauveau (1613-1676).
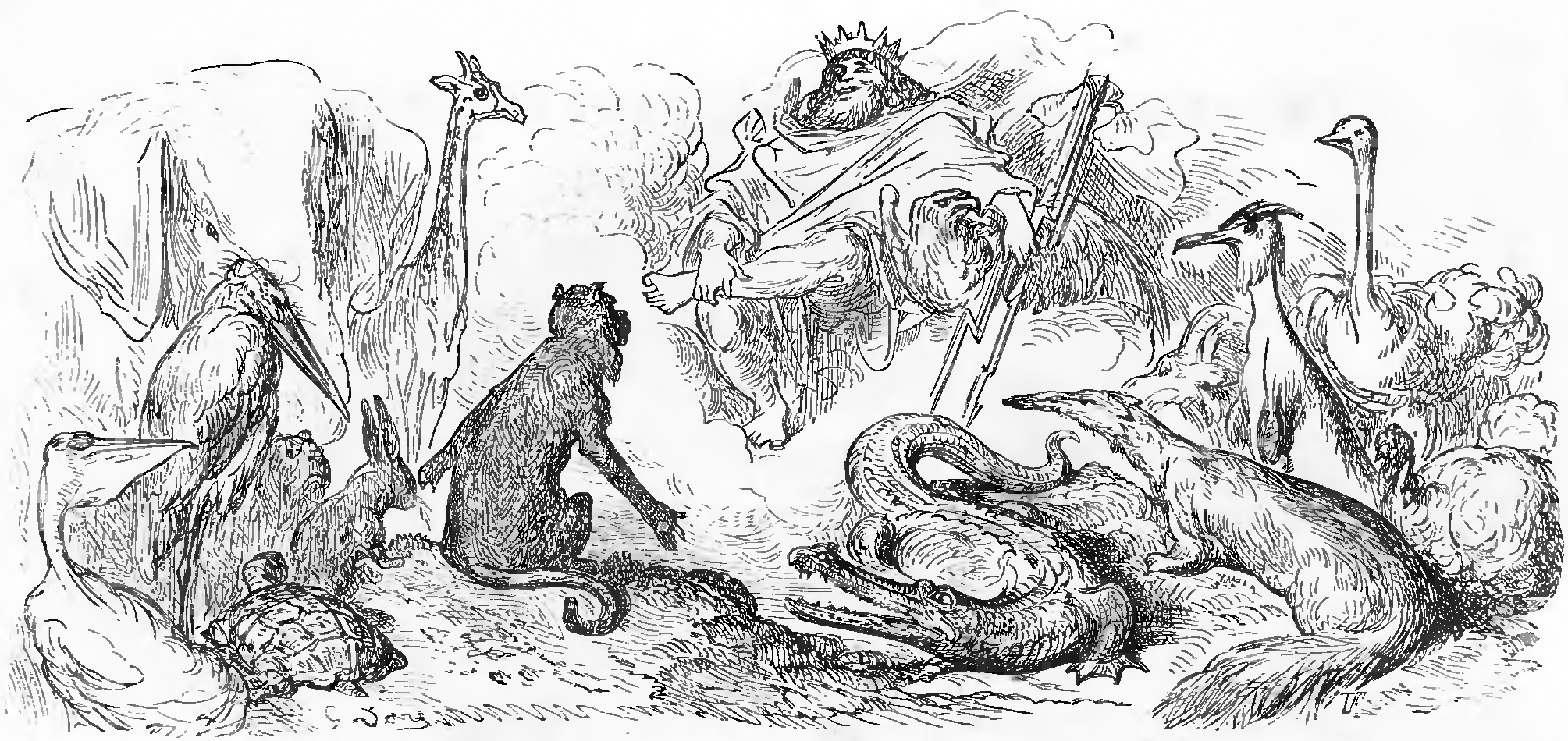
Illustration de Gustave Doré (1876).
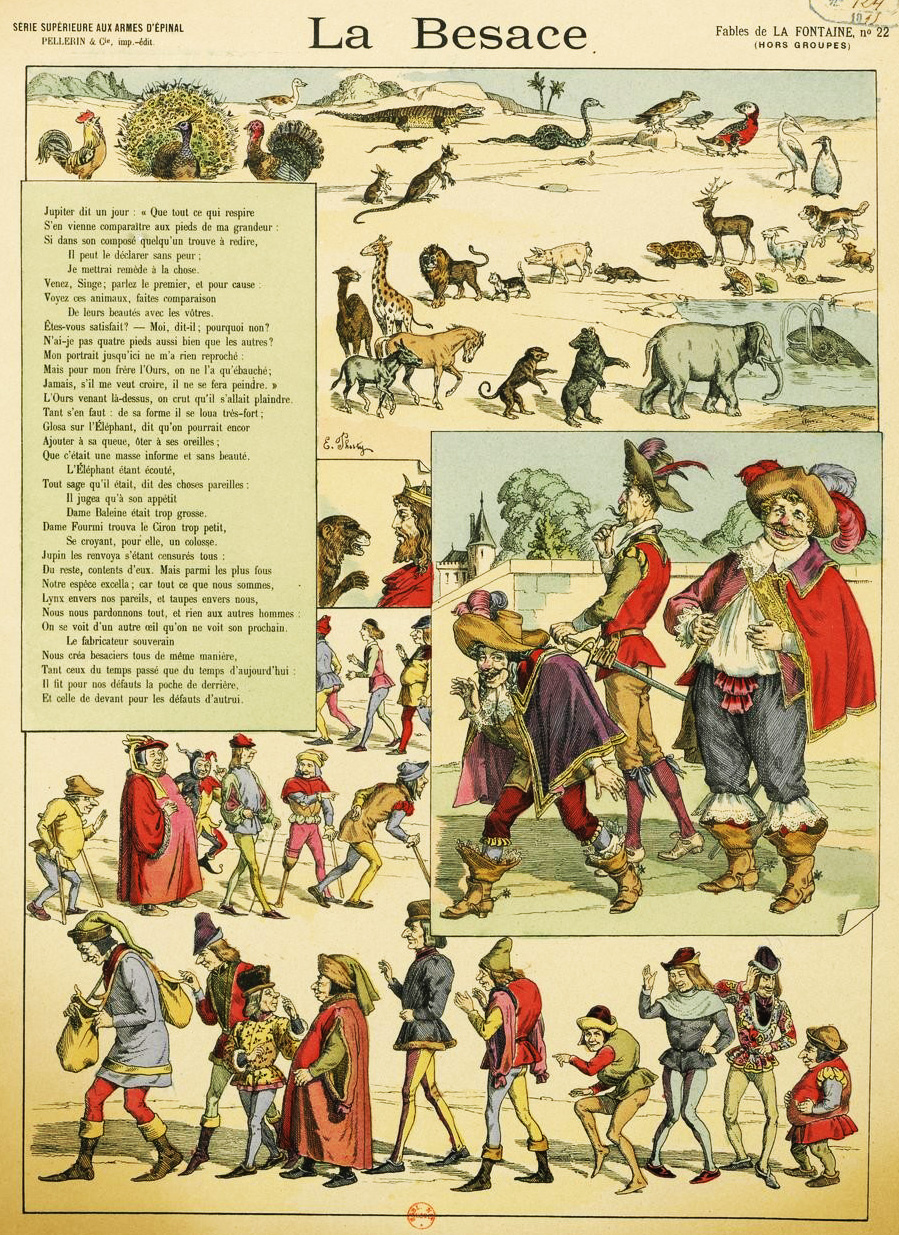
Image d’Épinal, estampe de E. Phosti (1895).
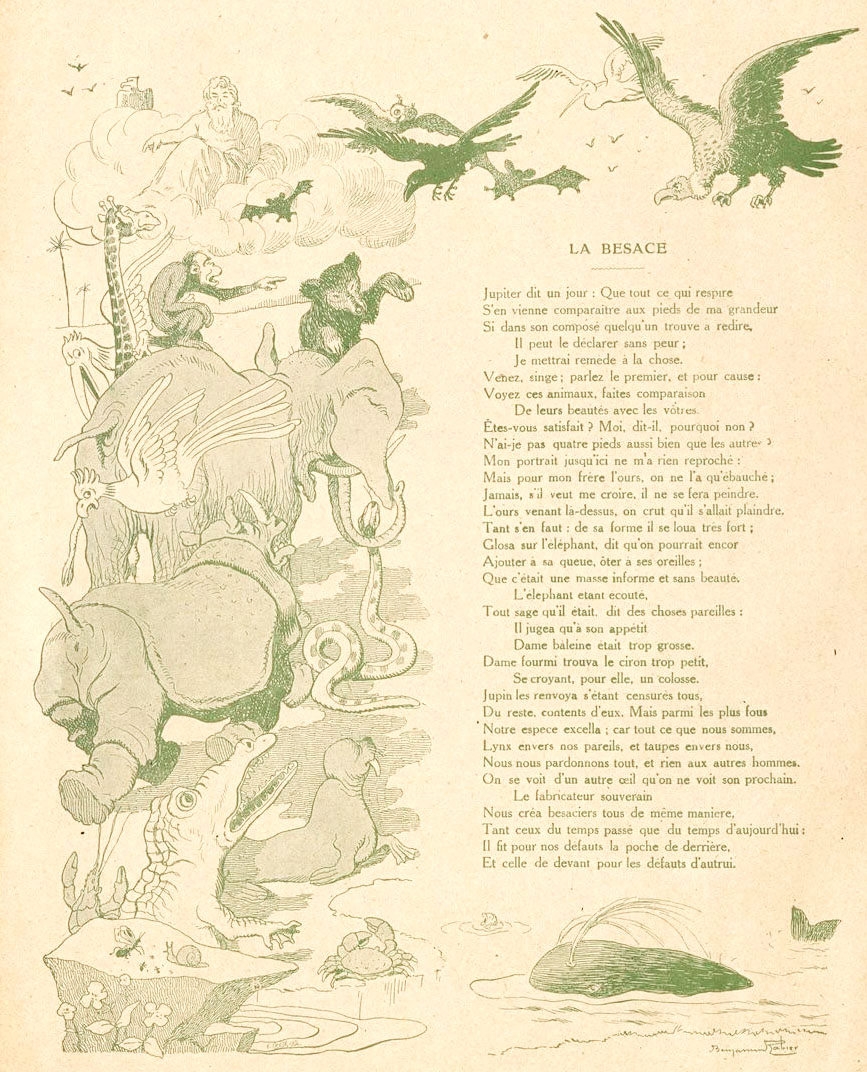
Illustration de Benjamin Rabier (1906).
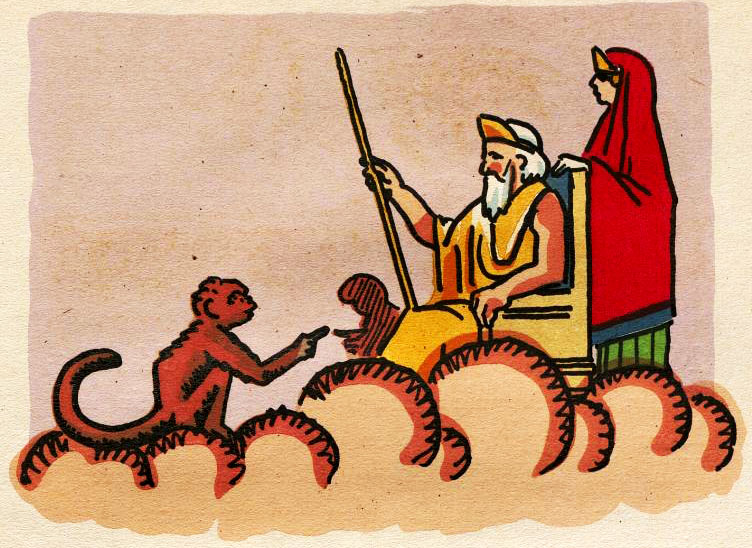
Illustration d'André Hellé (1946).

## Vocabulaire
(1) sa constitution
(2) parce que le singe a une réputation de laideur donc doit avoir à redire à sa physionomie
(3) parce que l'ours est volontiers présenté dans les Fables comme un être "mal léché", mal façonné, non terminé
(4) fit des critiques.
(5) à son goût, à son gré
(6) insecte aptère qui se développe dans le fromage et la farine et qui est le plus petit des animaux, visible à l'œil nu
(7) Surnom familier et burlesque de Jupiter
(8) tous tant que
(9) le lynx passe pour avoir une vue très perçante
(10) la taupe a des yeux si petits et tellement cachés sous les poils que longtemps, on l'a crue aveugle
(11) Rabelais avait lui aussi opposé l'acuité visuelle du lynx à la cécité de la taupe (Tiers Livre, chapitre XXV)
(12) Le terme date de 1524 et désigne familièrement le porteur d'une besace. Son emploi est ressenti comme archaïque à l'époque classique (Dictionnaire historique de la langue française)